# Ice Age: A Mammoth Christmas
Ice Age: A Mammoth Christmas is een Amerikaanse korte film geregisseerd door Karen Disher. Het is de zesde korte film van deze franchise. De voorloper verscheen op 16 november 2011. Deze korte film verscheen echter op 24 november 2011 op Fox TV. Het is dus tevens ook een televisiefilm. De korte film duurt ook veel langer dan zijn voorgangers. Het werd gemaakt door Blue Sky Studios(de animatie-afdeling van 20th Century Fox) en Reel FX Creative Studios. Op 26 november 2011 verscheen het op dvd en blu-ray. Het werd op 4 februari 2012 genomineerd voor een Annie Award, maar won deze niet.

## Plot
De dieren maken zich klaar voor het kerstfeest. Scrat steelt ondertussen alle noten die gebruikt worden bij de festiviteiten. Manny heeft ondertussen zijn kerstrots (vergelijkbaar met huidige kerstboom) gevonden. Het is een familie-erfstuk van Manny. De rots dient als een soort baken voor de kerstman zodat hij ze vindt om cadeaus te geven. Zo vierden zogezegd mammoeten kerstmis. Hij wil zo kerst vieren met zijn vrouw Ellie, zijn dochter Peaches, zijn schoonbroer Crash, zijn schoonbroer Eddie, zijn vriend Sid en zijn vriend Diego. Sid vindt de steen echter niets. Hij wil iets dat meer speciaal is. Sid vindt vervolgens zogezegd de kerstboom uit. Sid sloopt echter vervolgens per ongeluk de kerstrots tijdens het versieren van de kerstboom. Manny verzint vervolgens de kerstman zijn zoet- en stoutlijsten en zegt dat Sid hierdoor op de stoutlijst staat en geen cadeau zal krijgen. Sid is hierdoor van streek. Crash en Eddie vinden dit ook vreselijk omdat ze altijd stout zijn, maar ze willen wel cadeaus. De volwassen geloven echter behalve Sid, Crash en Eddie niet in de kerstman, maar de kinderen wel. Wanneer Peaches hoort dat haar ouders niet in de kerstman geloven, overtuigt ze Sid, Crash en Eddie om naar de noordpool te gaan. Zo kan zij bewijzen dat de kerstman bestaat en kunnen Sid, Crash en Eddie om vergiffenis vragen.
Scrat is achter noten aan en trekt ook zo richting de noordpool. Onderweg naar de noordpool belanden Sid, Peaches, Crash en Eddie in een mistbank. Door de lage zichtbaarheid, vallen ze in een ravijn. Ze worden echter gered door een vliegend rendier genaamd Prancer. Het rendier sluit zich vervolgens aan bij hun tocht naar de noordpool. Intussen probeert Manny tevergeefs de kerstrots te maken terwijl Diego toekijkt. Ellie komt echter aangestormd en is in paniek omdat ze Sid, Peaches, Crash en Eddie nergens kan vinden. Manny, Elly en Diego gaan vervolgens achter ze aan door middel van Diego die Sid zijn spoor oppikt. Ondertussen besluit Prancer om zijn 4 metgezellen naar de noordpool te vliegen. Dit gaat achter moeilijk, want Peaches is nogal zwaar. Ondertussen zijn Manny, Ellie en Diego in een sneeuwstorm belandt. Tevens is Diego zijn richtingsgevoel aangetast door het aardmagnetisch veld waardoor ze verdwaald zijn. Door een kerstwonder trekt echter de sneeuwstorm weg en zien ze het noorderlicht waardoor ze weer verder kunnen.
Prancer, Peaches, Sid, Crash en Eddie belanden vervolgens op de noordpool waar de bomen en het fruit van snoepgoed gemaakt zijn. Hier ontmoeten ze een leger mini-luiaards (een andere stam dan die uit Ice Age: The Meltdown) die als taak heeft een magische mens genaamd de kerstman te beschermen tegen indringers die mogelijk kerstmis kunnen verstoren. Wanneer ze echter Peaches en haar 5 metgezellen aanvallen, veroorzaken ze per ongeluk een lawine. De lawine sleurt ze allemaal mee. De lawine sleurt ook Manny, Diego en Ellie mee die toevallig zich binnen het bereik van de lawine bevinden. De lawine vernielt ook de kerstman zijn werkplaats en de cadeaus wanneer hij daar juist klaar mee is. De kudde is weer herenigd, maar alle cadeaus zijn vernield. De kerstman maakt vervolgens een stoutlijst waar alle vernielers op komen (de kudde en de mini-luiaards). Manny ziet vervolgens in dat de kerstman echt bestaat in deze film. Hij redt vervolgens kerstmis door de kudde en de mini-luiaards nieuwe cadeaus te laten maken. Ze verpakken de cadeaus in de schors van de vernielde bomen. Ze maken zelfs een nieuwe slee. De mini-luiaards worden zo dus de kerstelven en zullen elk jaar helpen met de cadeaus op voorwaarde dat ze hoeden krijgen. Hierdoor kan de kerstman cadeaus maken voor elk kind op aarde, maar hij kan op 1 nacht nooit overal komen. Prancer stelt voor om de slee te trekken zodat de kerstman al vliegend op zijn slee over de hele wereld cadeaus kan ronddelen. De slee blijkt echter te zwaar voor hem alleen, dus haalt hij zijn familie erbij: Dasher, Dancer, Prancer, Vixen, Comet, Cupid, Donner en Blitzen. Na een grap over een maretak, vertrekt de kerstman en de rendieren. Hierdoor belanden de kudde en de mini-luiaards allemaal terug op de zoetlijst. Vervolgens zoekt Scrat naar zijn cadeau in de slee, maar belandt aan een touw onder de slee. Hier wordt hij voortdurend gestampt door een achterpoot van 1 van de rendieren terwijl de slee hoog in de lucht vliegt.

## Opmerkingen
- Chronologisch speelt deze korte film zich af tussen de derde en vierde langspeelfilm wegens de leeftijd van Peaches.
- De korte film leunt aan bij het zogezegde feit dat Scrat de continenten uiteen dreef in Gone Nutty, want je ziet de uiteengedreven continenten al terwijl dat ze zogezegd opnieuw uiteendrijven in de vierde langspeelfilm
- Doordat het zich voor de vierde langspeelfilm afspeelt, speelt het zich chronologisch af voor de 2 voorgaande korte films.

## Rolverdeling
- Ray Romano als Manny de mammoet
- John Leguizamo als Sid de grondluiaard
- Denis Leary als Diego de sabeltandtijger
- Seann William Scott als Crash de buidelrat
- Josh Peck als Eddie de buidelrat
- Queen Latifah als Ellie de mammoet
- Ciara Bravo als Peaches de mammoet
- Chris Wedge als Scrat de eekhoorn
- Billy Gardell als de kerstman
- T.J. Miller als Prancer het rendier
- Judah Friedlander als leider van de mini-luiaards (soort kerstelven)